# Мондавіо
Мондавіо (італ. Mondavio) — муніципалітет в Італії, у регіоні Марке,  провінція Пезаро і Урбіно.
Мондавіо розташоване на відстані близько 210 км на північ від Рима, 45 км на захід від Анкони, 28 км на південь від Пезаро, 28 км на схід від Урбіно.
Населення — 3859 осіб (2014).
Щорічний фестиваль відбувається 29 вересня. Покровитель — святий Архангел Михаїл.

## Демографія
Населення за роками:

Станом на 1 січня 2023 року в муніципалітеті офіційно проживало 218 іноземців з 30 країн, серед них 51 громадянин країн Євросоюзу та 7 громадян України.

## Сусідні муніципалітети
- Баркі
- Коринальдо
- Фратте-Роза
- Монте-Порціо
- Монтемаджоре-аль-Метауро
- Орчано-ді-Пезаро
- П'ядже
- Сан-Джорджо-ді-Пезаро
- Сан-Лоренцо-ін-Кампо